# أوي فايفر
أوي فايفر (بالألمانية: Uwe Pfeifer)‏ هو رسام ألماني، ولد في 14 فبراير 1947 في هاله في ألمانيا.